# كميل بن زياد
كُمَيْلُ بْنُ زِيَادٍ النَّخْعِيُّ الكُوْفِيُّ، ولد باليمن سنة سبع قبل الهجرة. أسلم صغيرًا وأدرك النبي محمد، وقيل أنه لم يره، ارتحل مع قبيلته إلى الكوفة في بدء انتشار الإسلام، كان من سادات قومه، وله مكانة ومنزلة عظيمة عندهم، ابتدأ ظهوره على الساحة الإسلامية في عهد عثمان بن عفان، إذ كان أحد أعضاء الوفد القادم من الكوفة للاحتجاج على تصرفات والي الكوفة عند عثمان.

## مواقفه
- وقف مع مالك الأشتر وجماعة من أهل الكوفة بوجه سعيد بن العاص والي الكوفة يستنكرون عليه قوله: «إن السواد بستان قريش».
- كان من الذين نفاهم والي الكوفة سعيد بن العاص منها إلى الشام بأمر عثمان، ومن الشام أعيدوا إلى الكوفة ومنها نفوا إلى حمص، ثم عادوا إلى الكوفة، بعد خروج واليها منها.
- دخل كميل بن زياد ومن كان معه بقيادة مالك الأشتر إلى قصر الإمارة فور عودتهم، وأخرجوا ثابت بن قيس خليفة الوالي عليه، واستطاع أهل الكوفة على أثر ذلك منع سعيد بن العاص والي الكوفة من العودة إليها.
- بايع علي بن أبي طالب بعد مقتل عثمان، وأخلص في البيعة، وكان من ثقاته، فلازمه وأخذ العلم منه، واختصه بدعاء من أعظم الأدعية وأسماها، وهو الدعاء المعروف اليوم بـ(دعاء كميل)، لهذا قال عنه علماء الرجال، إنه حامل سر علي اشترك مع علي في صفين وكان شريفاً مطاعاً في قومه.
- نصّبه علي عاملاً على بيت المال مدة من الزمن، وعينه والياً على (هيت)، فتصدّى لمحاولات معاوية التي كانت تهدف إلى السيطرة على المناطق التي كانت تحت سلطة علي .
- بايع الحسن بعد مقتل علي.

## أقوال العلماء فيه
أقوال علماء السنة فيه:
- أبو حاتم بن حبان البستي: منكر الحديث جدا تتقي روايته ولا يحتج به.
- أحمد بن صالح الجيلي: ثقة من رؤساء الشيعة.
- ابن حجر العسقلاني: ثقة رمي بالتشيع.
- محمد بن سعد كاتب الواقدي: ثقة، قليل الحديث.
- محمد بن عمار الموصلي: رافضي، وهو ثقة من أصحاب علي، ومرة: من رؤساء الشيعة، وكان بلاء من البلاء.
- يحيى بن معين: ثقة.[4]
- قال الذهبي: «كان شريفًا مطاعًا ثقة عابدًا، قليل الحديث، قتله الحجّاج».[5]

أقوال علماء الشيعة فيه:
- قال صاحب مراقد المعارف :«كان كميل رضوان الله عليه عالماً متثبتاً في دينه… وكان عابدا زاهداً لا تفتر شفتاه عن تلاوة القرآن الكريـم وذكر الله العظيم»
- قال ابن داود الحلّي : «من خواصّهما ـ أي: خواص الإمامين علي والحسن(عليهما السلام)».
- قال حسن الديلمي: «وكان من خيار شيعته ومحبّيه».
- قال علي البروجردي: «وهو من أعاظم أصحابه».
- قال الخوئي: «جلالة كميل واختصاصه بأمير المؤمنين(عليه السلام) من الواضحات التي لا يدخلها ريب»[6]

## طالع أيضًا
- مرقد كميل بن زياد
- دعاء كميل
- علي بن يقطين